# Biure
Biure is een dorp en gemeente in de autonome regio Catalonië met een oppervlakte van 10 km². De plaats ligt in de provincie Girona en het daarin gelegen deelgebied Alt Empordà. Biure telt 233 inwoners (1 januari 2016).

## Geografie
De stad Girona, waar een vliegveld is, ligt op ongeveer 50 km van Biure. Op ruim 150 km afstand ligt Barcelona. In het op 18 km gelegen Figueres is het dichtstbijzijnde spoorwegstation.

## Demografische ontwikkeling
Bron: INE, 1857-2011: volkstellingen